# Fudbalski Klub Pobeda Prilep (2010)
Il Fudbalski Klub Pobeda Prilep (in lingua macedone фудбалски клуб Победа АД Прилеп), noto come Pobeda Prilep o semplicemente Pobeda, è una società calcistica macedone con sede nella città di Prilep. Milita nella Vtora liga, la seconda serie del campionato macedone di calcio.
Fondato nel 2010 con il nome di Viktorija dopo la sospensione di otto anni dal calcio internazionale comminata all'omonimo FK Pobeda dalla FIFA, fu ridenominata FK Pobeda AD Prilep. La federazione calcistica della Macedonia del Nord non la ritiene erede della ben più nota società denominata FK Pobeda.
Nel 2015 il Pobeda Junior, squadra giovanile del Pobeda AD, fu ridenominato Pobeda, assumendo il nome della squadra sospesa dalle coppe internazional per otto anni (dal 2009 al 2017).

## Palmarès

### Competizioni nazionali
- Vtora liga: 1

2015-2016

## Allenatori
- Jane Nikolovski (2014)
- Darko Krsteski (lug 2015 - set 16)
- Zoran Shterjovski (set 2016 - set 2017)
- Slavoljub Bubanja (set 2017 - mar 2018)
- Slobodan Krčmarević (mar 2018 - apr 2018)
- Toni Meglenski (apr 2018 - nov 2018)
- Jane Nikolovski (nov 2018 - mar 2019)
- Toni Meglenski (mar 2019 - in carica)

## Organico

### Rosa
Aggiornata al 20 settembre 2020.
| N. |                               | Ruolo | Calciatore              |
| -- | ----------------------------- | ----- | ----------------------- |
| 2  | Macedonia del Nord (bandiera) | C     | Teofan Ilijoski Kiseski |
| 4  | Macedonia del Nord (bandiera) | C     | Darko Angjeleski        |
| 5  | Macedonia del Nord (bandiera) | D     | Andrej Petkoski         |
| 7  | Macedonia del Nord (bandiera) | A     | Bekim Alimoski          |
| 8  | Macedonia del Nord (bandiera) | C     | Filip Stomnaroski       |
| 9  | Macedonia del Nord (bandiera) | A     | Blagoja Geshoski        |
| 10 | Macedonia del Nord (bandiera) | A     | David Josheski          |
| 11 | Macedonia del Nord (bandiera) | C     | Andrej Karapeev         |
| 12 | Macedonia del Nord (bandiera) | P     | Daniel Kotevski         |
| 13 | Macedonia del Nord (bandiera) | C     | Stojanche Dunimagloski  |
| 14 | Macedonia del Nord (bandiera) | C     | Filip Dimoski           |
| 15 | Macedonia del Nord (bandiera) | D     | Robert Dimitrijeski     |

| N. |                               | Ruolo | Calciatore           |
| -- | ----------------------------- | ----- | -------------------- |
| 16 | Macedonia del Nord (bandiera) | D     | Petar Petroski       |
| 17 | Macedonia del Nord (bandiera) | D     | Hristijan Karalioski |
| 18 | Macedonia del Nord (bandiera) | C     | Hristijan Mitreski   |
| 19 | Macedonia del Nord (bandiera) | C     | Mario Debreshlioski  |
| 20 | Macedonia del Nord (bandiera) | D     | Dario Naumovski      |
| 21 | Macedonia del Nord (bandiera) | D     | Stefan Spirkoski     |
| 25 | Macedonia del Nord (bandiera) | D     | Valentin Kolevski    |
| 30 | Macedonia del Nord (bandiera) | P     | Antonio Stolevski    |
|    | Macedonia del Nord (bandiera) | D     | Valentin Beleski     |
|    | Macedonia del Nord (bandiera) | D     | Antonio Bosheski     |
|    | Macedonia del Nord (bandiera) | D     | Blagojche Damevski   |
|    | Macedonia del Nord (bandiera) | C     | Filip Spirkoski      |